# Stade Municipal de Sherbrooke
Das Stade de Municipal de Sherbrooke ist ein Stadion in der kanadischen Stadt Sherbrooke, Provinz Québec.

## Geschichte
Das Stadion in Sherbrooke befindet sich auf dem Gelände einer ehemaligen Pferderennbahn. Anlässlich der Olympischen Spiele 1976 in Montreal wurde das Spielfeld mit einem neuen Entwässerungssystem und einem neuen Naturrasen ausgestattet. Durch temporärer Tribünen hatte das Stadion zu dieser Zeit ein Fassungsvermögen von 10.000 Sitzplätzen. Während den Olympischen Spielen 1976 wurden drei Spiele des Fußballturniers im Stadion in Sherbrooke ausgetragen.
Inzwischen ist das Stadion mit einem Kunstrasenspielfeld für American Football ausgestattet und verfügt nur noch über eine Tribüne.